# Anselmo
Anselmo  è un nome proprio di persona italiano maschile.

## Varianti
- Maschili
  - Alterati: Anselmino[2]
  - Ipocoristici: Selmo[2], Selmino[2]
- Femminili: Anselma[1][2][4]
  - Alterati: Anselmina[1][2]
  - Ipocoristici: Selma[2]

### Varianti in altre lingue
- Catalano: Anselm[5]
- Finlandese: Anselmi[3]
  - Ipocoristici: Anssi[3]
- Francese: Anselme[3]
- Galiziano: Anselmo[5]
- Germanico: Ansehelm[1][3][6], Anshelm[1][7]
- Inglese: Anselm[3][6][7]
- Latino: Ansehelmus[1][2], Anshelmus[1][2], Anselmus[1][6]
- Polacco: Anzelm
- Portoghese: Anselmo[4]
- Spagnolo: Anselmo[3][5]
  - Femminili: Anselma[4]
- Tedesco: Anselm[3]
  - Femminili: Anselma[4]
  - Ipocoristici femminili: Elma[4]
- Yiddish: Anshel[3]

## Origine e diffusione
Si tratta di un nome di origine germanica, derivante da Ansehelm o Anshelm, poi passato in latino in varie forme come Ansehelmus, Anshelmus e Anselmus. Come la maggioranza dei nomi germanici è composto da due elementi, che in questo caso sono ans (o ansi, ansa, "dio", "divinità") e helm (o elm, "elmo", "protezione"): il significato può essere interpretato come "elmo di Dio", "elmo degli dei", "[che ha un] elmo di divino" o anche, in senso lato, "protezione divina".
Nome di tradizione longobarda e quindi francone, venne portato da vari santi, in particolare Anselmo d'Aosta, che ne assicurarono la diffusione in ambito cristiano; in Italia, negli anni settanta, se ne contavano circa diciassettemila occorrenze, sparse su tutto il territorio nazionale, più quasi tremila delle forme femminili, prevalenti in Toscana ed Emilia-Romagna. In Inghilterra giunse con la conquista normanna, diffondendosi anche lì grazie a sant'Anselmo, ma finì per cadere in disuso durante il Medioevo e oggi è considerato raro.

## Onomastico
L'onomastico viene festeggiato generalmente il 21 aprile in onore di sant'Anselmo d'Aosta, arcivescovo di Canterbury e dottore della Chiesa. Si ricordano con questo nome altri santi, alle date seguenti:
- 7 gennaio, sant'Anselmo, eremita camaldolese[8][9]
- 3 marzo, sant'Anselmo, abate di Nonantola[1][8][9]
- 18 marzo, sant'Anselmo "da Baggio", vescovo di Lucca e patrono di Mantova[1][8][9]
- 18 novembre, sant'Anselmo, abate di Lerino[9]

Si ricordano con questo nome anche vari beati:
- 7 febbraio, beato Anselmo Polanco Fontecha, vescovo di Teruel, martire a Pont de Molins[8][9]
- 11 febbraio, beato Anselmo, monaco a Roth e fondatore dell'abbazia di Steingaden[9]
- 23 febbraio, beato Anselmo da Milano, francescano sepolto in Santa Maria della Pace a Milano[8][9]
- 5 settembre, beato Anselmo, abate di Anchin[8][9]
- 29 novembre, beato Anselmo Simon Colomina, sacerdote gesuita, martire a El Saler presso Valencia[8]

## Persone

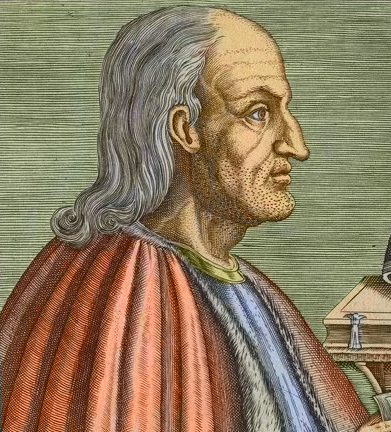
Anselmo d'Aosta

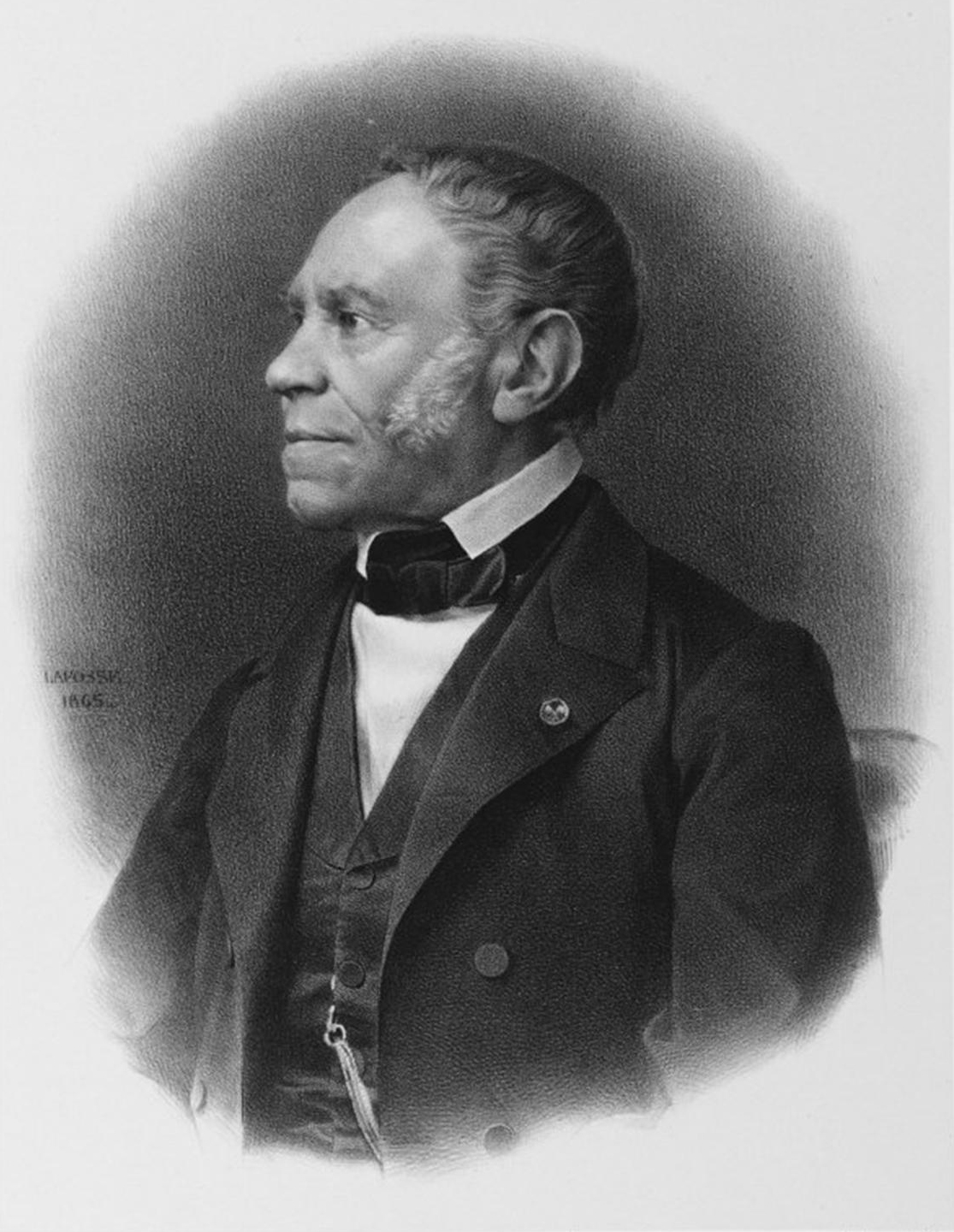
Anselme Payen

- Anselmo d'Aosta, teologo, filosofo e arcivescovo cattolico franco
- Anselmo IV da Bovisio, arcivescovo cattolico italiano
- Anselmo da Campione, scultore italiano
- Anselmo di Lucca, cardinale e vescovo italiano
- Anselmo Ballester, pittore e illustratore italiano
- Anselmo Banduri, numismatico e antiquario italiano
- Anselmo Bucci, pittore, incisore, scrittore e designer italiano
- Anselmo Cessi, insegnante italiano
- Anselmo de Moraes, calciatore brasiliano
- Anselmo Fazio, monaco e compositore italiano
- Anselmo Guerrieri Gonzaga, avvocato, giornalista e politico italiano
- Anselmo Lorecchio, avvocato, giornalista, politico, poeta e scrittore italiano
- Anselmo Marzato, cardinale, arcivescovo cattolico e teologo italiano

### Variante Anselm

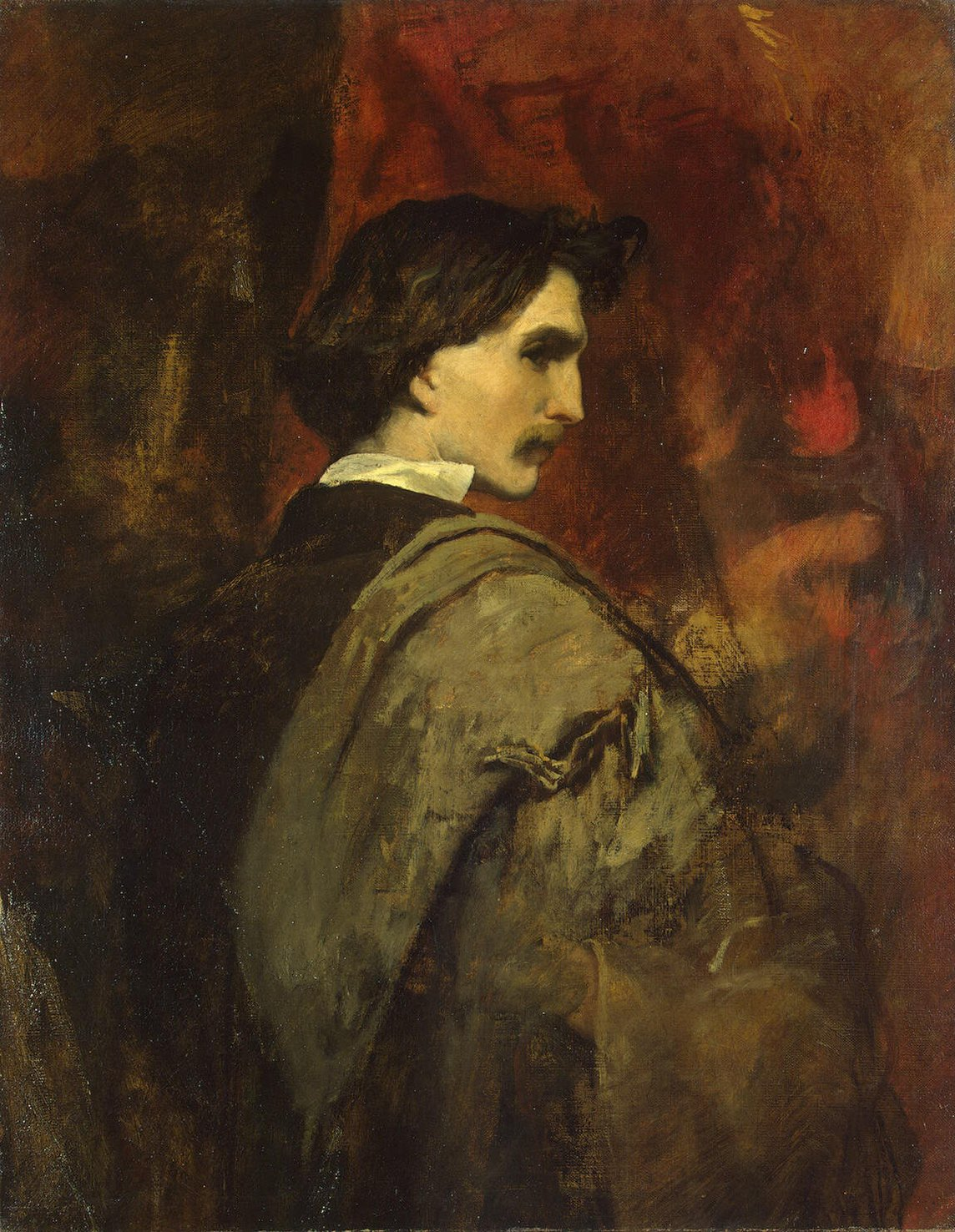
Anselm Feuerbach

- Anselm Desing, filosofo, storico, giurista, educatore e religioso tedesco
- Anselm Feuerbach, pittore e docente tedesco
- Anselm Franz, ingegnere aeronautico austriaco
- Anselm Grün, religioso e scrittore tedesco
- Anselm Hollo, poeta e traduttore finlandese
- Anselm Kiefer, pittore e scultore tedesco
- Anselm Turmeda, scrittore spagnolo
- Anselm van der Linde, abate sudafricano naturalizzato austriaco
- Anselm von Rothschild, banchiere e filantropo austriaco

### Altre varianti maschili
- Anselme Gaëtan Desmarest, zoologo e medico francese
- Anssi Jaakkola, calciatore finlandese
- Anssi Koivuranta, sciatore nordico finlandese
- Anselme Mathieu, poeta francese
- Anselme Payen, chimico francese

### Variante femminile Anselma
- Anselma Dell'Olio, giornalista, traduttrice, critica cinematografica e regista statunitense naturalizzata italiana

## Il nome nelle arti
- Il prode Anselmo è il protagonista della parodia La partenza del crociato di Giovanni Visconti Venosta.
- La canzone di George Michael Please send me someone è stata rinominata anche Anselmo's song, essendo stata dedicata dal cantante al suo compagno scomparso Anselmo Feleppa.